# Pizzo d’Intermesoli
Der Pizzo d’Intermesoli, früher auch Monte Grillo genannt, ist ein Berg im westlichen Teil des Gran Sasso d’Italia, einer Gebirgsgruppe des Apennin in Italien. Mit einer Höhe von 2635 Metern ist er nach Corno Grande und Corno Piccolo der dritthöchste Berg in dieser Region. Von Norden nach Süden kann man den Gipfel auf einer Variante des Wanderwegs Nr. 1 des Gran Sasso d’Italia (1B) überschreiten. Östlich des Pizzo d’Intermesoli schließt sich das Zentralmassiv des Gran Sasso d’Italia an, gebildet aus den drei Gipfeln des Corno Grande und des Felsmassivs des Corno Piccolo. Im Westen befindet sich der Monte Corvo, südlich der Pizzo Cefalone. An den alten Namen des Berges erinnert auch das Joch "Sella dei Grilli" (2220 m) zwischen Pizzo Cefalone und Pizzo d’Intermesoli. Von hier aus gelangt man in den Talkessel Campo Pericoli oder über das Valle Venacquare in den westlichen Teil des Gran Sasso d’Italia. 
Am Fuße der Ostseite des Pizzo d’Intermesoli befinden sich „Il Pilastri“ (deutsch: Die Pfeiler), eine Reihe von fünf Felspfeilern aus festem Kalk. Dort befinden sich über 50 Kletterrouten von bis zu 400 m Länge und mit Schwierigkeiten bis zu VIII- (UIAA), z. B. die Route Forza 17 am dritten Pfeiler.